# ويليام جي. دورغان
ويليام جي. دورغان هو سياسي أمريكي، ولد في 9 نوفمبر 1921، وتوفي في 11 أكتوبر 2003. نشط حزبياً في الحزب الجمهوري. وقد انتخب Mayor of Palisades Park, New Jersey ‏ وانتخب عضو جمعية نيوجيرسي العامة ‏ وانتخب مجلس مقاطعة بيرغن للحرفيين المختارين ‏.